# Wouter Hendrickx
Wouter Hendrickx (Halle, 1975) is een Belgisch acteur. Hij studeerde in 1997 af aan Studio Herman Teirlinck. Hij speelde onder meer in theaterproducties van BRONKS, Blauw vier, HETPALEIS, de Roovers, Lampe en schreef en regisseerde voor Theater Stap.

## Filmografie

### Televisie
- F.C. De Kampioenen (1998) - als schilder
- Het Paradijs (1998) - als dronken man
- Windkracht 10 (1998) - als nieuweling
- Flikken (1999) - als Ronny Verspaillen
- Recht op Recht (2001) - als Axel Verloven
- Kijk eens op de doos (2002)
- Witse (2004-2006) - als inspecteur Dimitri 'Dimi' Tersago
- Het eiland (2005) - als dj Alain
- Aspe (2008) - als Gene Bertels
- De smaak van De Keyser (2008) - als agent
- Jes (2009) - als Felix Bolle
- Code 37 (2009) - als Walter Van Praet
- Zone Stad (2010) - als Vinny
- Dubbelleven (2010) - als valse weduwnaar
- Zuidflank (2013) - als Paul Lambermont
- Cordon (2014, 2016) - als Jokke Deelen
- Vermist (2015) - als Bruno Rogiers
- De Ridder (2015) - als Gust Martens
- Amigo's (2017) - als Mathieu Schroons
- De infiltrant (2018) - als Lars Devuyst
- Gina & Chantal (2019) - als Benoit Merckx
- Quartier des Banques (2019)
- Black-out (2020) - als Patrick de Ridder
- Storm Lara (2021) - als Rafik
- Undercover (2021-2022) - als Tanguy Dupont
- Hidden Assets (2021, 2023) - als Christian De Jong
- De twaalf (2023) - Dennis Pycke
- Alter Ego (2024) - als vader van Gilles
- Medisch Centrum West (2025) - Hieronymus Pinjas

### Film
- One Shot Wonder (1997)
- Vallen (2001) - als Alex
- Verlengd weekend (2005) - als Nico
- De helaasheid der dingen (2009) - als Petrol Strobbe
- A Direct Hit (2009)
- Sammy's avonturen: De geheime doorgang (2010) - als opa Sammy (stem)
- Adem (2010) - als Xavier
- Brasserie Romantiek (2012) - als Lesley
- Blue Monday (2013) - als Jonas
- Het Vonnis (2013) - als inspecteur Vercauteren
- Wolfsmelk (2013) - als Marcus
- Plan Bart (2014) - als Alex
- Image (2014) - als geluidsman
- Allemaal Familie (2017) - als Rik
- Saint Hubert (2017) - als Pierre Moerman
- ZOOks (2018) - als Patrick Waterman
- Niet Schieten (2018) - als Walter
- Wild (2018) - als Toine
- De laatste dagen (2019) - als Timmy Sleghers
- LYNX (2020) - als Tony
- Bergman Island (2021)

## Trivia
- In 2010 werd hij bij de Vlaamse Filmprijzen gelauwerd met de prijs van Beste Acteur in een bijrol voor zijn rol in De helaasheid der dingen.[2]
- Hendrickx is goed bevriend met collega-acteur Geert Van Rampelberg, met wie hij samen in Beste Vrienden op één te zien was.

- Gemeinsame Normdatei: 1071499580
- International Standard Name Identifier: 0000 0001 0820 8314
- Library of Congress Control Number: no2010194262
- MusicBrainz: f6584e93-e708-4b03-935f-af7a122ad517
- Virtual International Authority File: 160669113
- WorldCat: E39PBJjRYXGtjqX9k3xqy9Qcyd